# Rio Kulfo
O rio Kulfo é um curso de água o sul da Etiópia, flui através do Parque Nacional Nechisar e desagua no lago Chamo.
Uma importante ponte que existia neste rio teve de ser restaurada em 2006. O rio tem secado consideravelmente nos últimos anos.
Analises quimiotaxonómicas aos cromossomas de larvas que habitam este rio revelaram a existência de duas espécies recém-descobertas de Simuliidae nas suas águas, kulfoense Simulium e S.soderense, mas ao contrário do que acontece com outros Simuliidae as espécies de moscas aqui existentes não são portadores de Onchocerca volvulus.